# Vasile Boerescu
Vasile Boerescu (Bucarest, 1º gennaio 1830 – Parigi, 18 novembre 1883) è stato un politico, giornalista e avvocato rumeno.
Fu ministro della Giustizia, ministro degli Affari Esteri, ministro dei Culti e della Pubblica Istruzione della Romania.

## Biografia

### I primi anni
Durante la Rivoluzione della Valacchia del 1848, Vasile Boerescu fu uno studente al Saint Sava National College di Bucarest e collaborò a un giornale locale. Si diplomò nel 1850 e dopo un periodo di preparazione alla Scuola di Giurisprudenza di Bucarest, si trasferì a Parigi, dove si laureò nel 1855 e nel 1857 ottenne il dottorato di ricerca in Scienze Giuridiche, stesso anno in cui creò il giornale Naţionalul.
Durante il suo soggiorno in Francia, Vasile Boerescu fece una campagna per i diritti politici dei Rumeni e per la loro unificazione sotto un principe straniero. Nel 1857, dopo essere tornato in Romania, fu nominato professore di diritto commerciale presso il Saint Sava National College e dal 1859 insegnò presso la Facoltà di Giurisprudenza di Bucarest. Nel marzo 1871 divenne rettore dell'Università di Bucarest e nel 1873 fu nominato decano della Facoltà di Giurisprudenza.

## Carriera politica
Nel 1857 Vasile Boerescu fondò il quotidiano Naționalul, stampato presso la Tipografia Nazionale di Iosif Romanov. Nel gennaio 1859 fu eletto deputato nell'Assemblea Legislativa della Muntenia. Ricoprì numerosi incarichi: Ministro della giustizia (28 maggio - 5 luglio 1860; 13 luglio 1860 - 14 aprile 1861; 16 novembre 1868 - 21 gennaio 1870), Ministro degli affari esteri (28 aprile 1873 - 7 novembre 1875), Ministro del Culto e dell'Istruzione (13 luglio - 17 ottobre 1860; 9 gennaio - 7 aprile 1874), Membro del Consiglio superiore dell'Istruzione (ottobre 1863) e Vicepresidente del Consiglio di Stato (1864). Vasile Boerescu fece parte della delegazione che rappresentò la Romania alla Conferenza di Parigi del 1866, sostenendo l'assunzione di un principe straniero. Nel 1866 fu eletto al Parlamento della Romania.
Si distinse come un buon traduttore, avvocato e oratore. Morì il 18 novembre 1883 a Parigi. Una strada di  Ploiești gli è stata intitolata.